# Vijoy
Vijoy o San Félix de Vixoi (llamada oficialmente San Fiz de Vixoi) es una parroquia y aldea española del municipio de Bergondo, en la provincia de La Coruña, Galicia.

## Entidades de población
Entidades de población que forman parte de la parroquia:
- Callou
- Pisón
- Raxás
- San Victorio
- Trasdoval
- Vixoi

## Demografía

### Parroquia
| Gráfica de evolución demográfica de Vijoy (parroquia) entre 2000 y 2018 |
|                                                                         |
| Datos según el nomenclátor publicado por el INE.                        |

### Aldea
| Gráfica de evolución demográfica de Vixoi (aldea) entre 2000 y 2018 |
|                                                                     |
| Datos según el nomenclátor publicado por el INE.                    |